# 諸葛爽
諸葛爽（9世纪—886年），青州博昌县（今山东省滨州市博兴县）人，唐朝将领，一度控制河陽，在朝廷和黄巢民亂軍建立的大齐政权之间摇摆不定。

## 背景和早期经历
诸葛爽曾在家乡当过伍长，因故被县尉杖责后开小差，沦为乞丐。咸通九年（868年）龐勛之變，变军攻占徐州，诸葛爽加入了庞勋军，积累军功成为庞勋的小校，聚徒于青、棣之间，劫掠郡县，临沂人王虔裕跟随之。庞勋战败后，诸葛爽和泗州守将陽群率百余士兵向朝廷投降。乾符元年（874年）四月，朝廷下诏讨民变首领王仙芝，褒奖诸葛爽等反正之人。才子罗隐也上书招讨使宋威，举诸葛爽反正事。诸葛爽累迁汝州防御使。
广明元年（880年），朝廷又面临沙陀首领李国昌及其子李克用的叛乱。二月，沙陀叛军威胁重镇河東的太原府，诸葛爽奉命率领东都洛阳守军北上赴代州救援，四月被北面行营招讨使李琢表为副招讨，与其他东北面行营兵马归李琢统属，五月，被任为蔚、朔招讨副使，又取代被召回长安任左金吾大将军的吳師泰任振武节度使，但吴师泰抗命，指使军民上表挽留自己。十月，唐僖宗无法迫使吴师泰从命，只得允许他留任振武，改任诸葛爽为夏綏节度使，加检校尚书右仆射。
十一月，僖宗命河东节度使鄭從讜将军队交给诸葛爽和代州刺史北面行营马步都虞候后院军使朱玫等军，由后者率代北行营兵马赴长安阻击黄巢，郑从谠遣牙将论安率军五千跟随诸葛爽。但在长安陷落之前，诸葛爽和朱玫并没能及时救援，十二月，僖宗被迫逃往成都。黄巢称帝，建立大齐政权。时任代北行营兵马使的诸葛爽与朱玫、左武卫将军权知夏绥银节度事拓跋思恭等屯军渭桥。诸葛爽到同州，率工北行营兵在长安附近的櫟陽驻军对抗屯东渭桥的黄巢部将朱温。黄巢命朱温诱诸葛爽投降，诸葛爽因兵败而投降了。

## 接管河阳
诸葛爽降齐后，被黄巢任为河陽节度使，派往河阳。朝廷的河阳节度使羅元杲发兵抵抗，但因搜刮钱财为人所怨，他的士兵都弃甲迎接诸葛爽，羅元杲被迫逃奔僖宗行在。诸葛爽就此接管河阳，同乡牛礼跟从他。中和元年（881年）三月，他却又上表僖宗，要求重归朝廷。僖宗同意了，任他为河阳节度使，进位检校司徒，授京师东南面招讨诸行营副都统。二年（882年）正月，任为诸道行营左先锋使。五月，当时拥兵自重无心勤王的淮南节度使高骈表称“自来所用将帅，上至帅臣，下及裨将，以臣所料，悉可坐擒，用此为谋，安能集事”，僖宗下诏反驳称“卿尚不能缚黄巢于天长，安能坐擒诸将？只如拓拔思恭、诸葛爽辈，安能坐擒耶？勿务大言，不堪垂训。”当月，又加诸葛爽同中書門下平章事的使相荣衔。六月，朱温据同州，诸葛爽率轻兵入城，朱温偃旗设伏以待，诸葛爽以为朱温已遁逃，军士解甲住宿，伏兵发作，诸葛爽丢弃全部铠马奔还。黄巢部将尚让派朱温攻西关，败诸葛爽，又破行营右司马王重荣，诸葛爽闭关不出。

## 对抗韩简
八月，邻镇的魏博节度使韩简野心勃勃，想吞并邻镇，亲率军三万攻打河阳，在修武击败诸葛爽，诸葛爽放弃河阳逃走。韩简命部将趙文弁驻守河阳，自己东征天平军。高骈派崔致远写信褒扬韩简而骂诸葛爽。三年（883年）二月，河阳百姓示好诸葛爽，请求他回来。当时，诸葛爽已经到了金商，但得知消息后率兵一千返回河阳，进入军部孟州，魏博守军大惊。诸葛爽却礼貌地对待了他们，给予赏赐后令赵文弁率他们回魏博。之前，黄巢在唐军压力下已经退出长安，向东返回之际，知光州事李罕之被投降黄巢的奉国军节度使秦宗权攻打，率余部投奔诸葛爽，被诸葛爽署为懷州刺史。黄巢所任吏部尚书的充水运使张居言也依附诸葛爽，累迁至裨校，屡有战功，诸葛爽表为泽州刺史。
这时，韩简攻天平军军部鄆州不克，刚和天平军留后朱瑄议和，遂回攻河阳，诸葛爽派李罕之抵御魏博军，在新乡遭遇，李罕之在武陟大败韩简八万军，清水为之不流。韩简后也在偏将樂行達领导的兵变中被杀。诸葛爽军从此大振。
而黄巢则仍然对河南的许多藩镇构成威胁。忠武节度使周岌、感化节度使時溥、宣武节度使朱温（已降唐，改名朱全忠）都向李克用求助。李克用已经重新降唐，且在收复长安时起到重要作用。四年（884年）二月，时任河东节度使的李克用率蕃汉之师五万到天井关，向诸葛爽借道救援被黄巢围攻的陈州刺史赵犨和周岌，但诸葛爽有所顾忌，借口洛阳附近跨黄河的桥尚未修好，拒绝了。他还驻军泽州萬善，堙井以防李克用。最后李克用绕过河阳，改道河中。
光启元年（885年）三月时，据有河阳、洛阳的诸葛爽与其他众多军阀一样自擅兵赋，不纳贡，朝廷不能制，只能姑息。朝廷累加诸葛爽检校司空，诏为东南面招讨使，伐秦宗权，诸葛爽表李罕之为副，令屯宋州，又表为河南尹、东都留守。秦宗权遣都将孙儒攻东都洛阳，李罕之出奔，诸葛爽与孙儒战于洛水，败。诸葛爽派将接收洛阳，被李罕之驱逐，诸葛爽不能制止。

## 最终结局
唐僖宗光啟二年十月，河陽節度使諸葛爽卒，帐中大將劉經与张居言立其子諸葛仲方為留後，而牛礼则率十余人改投朱全忠。

## 評價
尽管诸葛爽以叛军起家，但善于理政，法令严明，人无怨叹，所以得到了人士的称赞和百姓的支持。